# Herophydrus inquinatus
Herophydrus inquinatus är en skalbaggsart som först beskrevs av Karl Henrik Boheman 1848.  Herophydrus inquinatus ingår i släktet Herophydrus och familjen dykare. Inga underarter finns listade i Catalogue of Life.